# 75º Reggimento fanteria "Napoli"
Il 75º Reggimento fanteria "Napoli" è stata un'unità del Regio Esercito e dell'esercito italiano.

## Storia

### Le origini
Trae origini dal 5º Reggimento Granatieri costituito a Firenze il 16 aprile 1861 che insieme al 6º Reggimento Granatieri serve a costituire la Brigata "Granatieri di Napoli".
Dopo aver preso parte alla terza guerra di indipendenza, per effetto dell'ordinamento in data 5 marzo 1871 che riordinava l'Arma di Fanteria, dal 1º aprile successivo la brigata divenne Brigata "Napolia" ed il 5º Reggimento, assegnato alla fanteria di linea, il 1º aprile 1871 assunse la denominazione di 75º Reggimento fanteria "Brigata Napoli" e, a seguito dello scioglimento delle brigate permanenti, con successivo decreto, il 15 ottobre dello stesso, mutò la sua denominazione il 15 ottobre dello stesso anno, in 75º Reggimento fanteria "Napoli".
Dal 2 gennaio 1881, con la ricostituzione delle brigate permanenti tornò ad essere inquadrato con il 76º Reggimento fanteria, nella ricostituita Brigata "Napoli", riprendendo la denominazione di 75º Reggimento fanteria "Napoli".

### Prima guerra mondiale
Allo scoppio della prima guerra mondiale la sede era a Siracusa. Nel corso del conflitto la brigata prese parte alla prima battaglia dell'Isonzo partecipando ad azioni proprio contro le alture del Sabotino. Nel corso del 1915 prese poi parte alla terza e alla quarta battaglia dell'Isonzo.
Nel corso del 1916 la brigata con il 75º e il 76º Reggimento prese parte alla sesta, settima, ottava e nona battaglia dell'Isonzo.
Dopo la disfatta di Caporetto durante la ritirata dopo essere stati quasi interamente travolti dal nemico in marcia, i resti dei due reggimenti della brigata ripieganaro, raggiungendo il 28 ottobre il Tagliamento e attraversato il fiume il 1º novembre, la truppa raggiunee Mestrino nel Padovano il 9 novembre, riunendosi poi nei pressi di Parma il 23 novembre in vista di un suo riordino.
Nell'aprile del 1918 la Brigata "Napoli" viene inviata in Francia, alle dipendenze del II Corpo d'armata, dove il 75° prende parte alla battaglia dell'Ardre. L'11 novembre la cessazione delle ostilità vide la Brigata "Napoli" arrestarsi nella regione delle Ardenne.

### Periodo tra le due guerre
Con l'attuazione della legge 11 marzo 1926 sull'ordinamento dell'esercito, che prevedeva la formazione delle Brigate su tre reggimenti, il 75º Reggimento fanteria venne assegnato, assieme al 3° ed al 4º Reggimento fanteria "Piemonte" alla XXIX Brigata di Fanteria di nuova costituzione, rimanendo articolato su due battaglioni.
Durante la guerra di Etiopia del 1935-36 dal deposito del 75º Reggimento fanteria "Napoli" vennero costituiti il XXX e CCXXX battaglione complementi, il XIV battaglione speciale, 1ª compagnia c/a da posizione e la 3ª e 4ª compagnia speciale.
Il 15 aprile 1939 vien costituita a Caltanissetta la 54ª Divisione fanteria "Napoli" che assume alle proprie dipendenze il 75º e il 76º Reggimento fanteria della vecchia Brigata "Napoli" e il 54º Reggimento artiglieria da campagna.

### Seconda guerra mondiale
Il 10 giugno 1940 all'entrata dell'Italia nel secondo conflitto mondiale il reggimento ha in organico:
- Comando
- Compagnia comando
- I battaglione fucilieri
- II battaglione fucilieri
- III battaglione fucilieri
- Compagnia mortai da 81
- Batteria armi di accompagnamento da 65/17

Nel 1942 e nel 1943 l reggimento si trova dislocato in Sicilia e qui viene sciolto nel luglio 1943, per eventi bellici, dopo aver opposto strenua resistenza nel corso dello sbarco delle unità alleate.

### Esercito Italiano
Nel 1947 il 75º Reggimento fanteria "Napoli" viene ricostituito e posto alle dipendenze del X Comando Militare Territoriale. per poi passare alle dipendenze della Divisione fanteria "Avellino" costituitasi a Bari il 1º settembre 1949, per essere definitivamente sciolto nel 1958.

## Onorificenze
Il 76º Reggimento fanteria "Napoli" è decorato delle seguenti onorificenze:

## Stemma
Ornamenti esteriori:
- lo scudo è sormontato dalla corona turrita degli Enti Militari
- lista bifida d'oro, svolazzante, collocata sotto la punta dello scudo, incurvata con la concavità rivolta verso l'alto, riportante il motto, in lettere maiuscole di nero: "IGNIS IN CORDE"
- onorificenza: accollata alla punta dello scudo con l'insegna pendente al centro del nastro con i colori della stessa, la croce di Cavaliere dell'Ordine militare d'Italia
- nastri rappresentativi delle ricompense al Valore: annodati nella parte centrale non visibile della corona turrita, scendenti svolazzanti in sbarra ed in banda dal punto predetto, passando dietro la parte superiore dello scudo

## Insegne e simboli del 75º Reggimento fanteria "Napoli"
- Il Reggimento indossava il fregio della fanteria (composto da due fucili incrociati sormontati da una bomba con una fiamma dritta). Al centro nel tondino è riportato il numero "75".
- Le mostrine del reggimento erano rettangolari di colore bianco con una striscia nel senso longitudinale di color cremsi. Alla base della mostrina si trova la stella argentata a 5 punte bordata di nero, simbolo delle forze armate italiane.

## Motto del Reggimento
"Ignis in corde"